# 江西龙属
江西龙（属名：Jiangxisaurus）是中国南部晚白垩世南雄组一属已灭绝的偷蛋龙科兽脚类恐龙，与河源龙很相似，但前爪更弯，下颚更薄、更脆弱。其发现有助于了解偷蛋龙类在华南的古地理分布，具有重要的古生物学意义。江西龙及其近亲南康龙和赣州龙很可能是植食动物。

## 词源
江西龙由魏雪芳、蒲含勇、徐莉、刘狄和吕君昌于2013年命名，模式种是赣州江西龙（Jiangxisaurus ganzhouensis）。属名取自中国江西省，种名取自化石发现地赣州。

## 叙述
正模标本HGM41-HIII0421含一个不完整的颅骨、一个下颌骨、八节颈椎、三节背椎、九节尾椎、一个接近完整的胸带、两个人字骨、左前肢、两个胸板、四根胸肋、九根背肋和部分骨盆。颅骨长150毫米，属于一个亚成体。下颌骨无齿，高长之比约为20%。桡骨长96毫米，比肱骨（长136毫米）短30%。手部长有三指：第一指坚固，二三指细长。

## 分类学
江西龙属于偷蛋龙科演化支，与其它该科成员存在共同特征，如短而窄的颅骨、无齿的下颌及双凹型前段颈椎。与近亲相比，江西龙下颌更长，喙也不太明显。

### 鉴别特征
魏等人（2013年）列出以下鉴别特征：
- 下颌联合部略向下弯曲
- 上隅骨侧面伸长且凹陷
- 下颌极其细长，高度与长度之比约为20%
- 桡骨与肱骨长度之比约为70%

## 古生物学

### 模式产地
该属的唯一标本出自中国江西省赣州市南雄组的南康地区，采集于大约7200至6600万年前晚白垩世马斯特里赫特阶的红色砂岩沉积物中，现保存于河南地质博物馆（Henan Geological Museum，缩写：HGM）。

### 动物群
南雄组由2000米长的红色砂岩和粘土组成，出土了恐龙化石、恐龙脚印及丰富的蛋化石。江西龙与蜥脚类的赣南龙、鸭嘴龙科的小鸭嘴龙、镰刀龙超科的南雄龙、暴龙科的特暴龙及其它两种偷蛋龙科――斑嵴龙和赣州龙共享栖息地。